# Perhaps
«Perhaps» — песня американской хард-рок-группы Guns N’ Roses, выпущенная в качестве сингла 18 августа 2023 года. Ограниченное издание 7-дюймовой пластинки с «The General» в качестве бисайда первоначально планировалось выпустить 27 октября 2023 года, но релиз был перенесен на 8 декабря 2023 года. Как и два предыдущих сингла группы, «Absurd» и «Hard Skool», истоки этой песни восходят к процессу написания и записи Chinese Democracy конца 1990-х годов.

## Общая информация
Песня «Perhaps» была первоначально записана во время сессий Chinese Democracy в 2000 году и просочилась в Интернет в 2019 года вместе с другими треками того же периода.
Песня была отрепетирована на саундчеке перед концертом в Тель-Авиве 5 июня 2023 г. и перед концертом в Глазго 27 июня 2023 года. До релиза песня просочилась через цифровые музыкальные автоматы в барах по всей территории США. В песне использованы ударные партии бывшего участника группы Брэйна.
Впервые песня «Perhaps» была исполнена вживую 18 августа 2023 года на стадионе PNC Park в Питтсбурге, штат Пенсильвания.
Клип на песню, в котором показаны кадры живого выступления группы и закулисья во время европейского тура 2023 года, набрал миллион просмотров уже через день после выхода.
Би-сайд сингла «The General», также изначально задуманная во время сессий Chinese Democracy, была впервые исполнена вживую в The Hollywood Bowl 2 ноября 2023 года.

## Отзывы
Rolling Stone назвал трек с фортепианным сопровождением хорошим и описал его как «среднетемповый рокер в духе более спокойной „Yesterdays“ Use Your Illusion II или выдающейся „Catcher in the Rye“ Chinese Democracy». В своей положительной рецензии Billboard назвал песню «извилистой, терпкой балладой», включающей «фортепианный рифф», «фирменные завывания Роуза» и «одно из классических ураганных соло Слэша».

## Список композиций
| №  | Название      | Автор(ы)                                               | Длительность |
| -- | ------------- | ------------------------------------------------------ | ------------ |
| 1. | «Perhaps»     | Эксл Роуз, Слэш, Дафф Маккаган, Пол Тобиас             | 3:48         |
| 2. | «The General» | Роуз, Слэш, Маккаган, Брэйн, Стив Фриман, Марк Хаггард | 4:22         |

## Участники записи
Guns N 'Roses
- Эксл Роуз — вокал, фортепиано, продюсирование
- Слэш — гитара
- Дафф Маккаган — бас, бэк-вокал
- Диззи Рид — клавишные
- Ричард Фортус — гитара
- Брэйн[англ.] — ударные
- Крис Питман[англ.] — клавишные («The General»)

Дополнительный персонал
- Марк Хаггард — гитара («The General»)
- Марко Белтрами — струнные  («The General»)
- Карам Костанцо — клавишные, продюсер, звукорежиссёр
- Эрик Кодье[англ.] , Шон Биван[англ.] — дополнительные звукорежиссёры
- Джо Баррези[англ.] — микширование
- Боб Людвиг — мастеринг-звукорежиссёр

## Чарты
| Чарт (2023)                                  | Высшая позиция |
| -------------------------------------------- | -------------- |
| Хорватия (HRT)                               | 93             |
| Новая Зеландия (RMNZ)                        | 40             |
| Великобритания (OCC)                         | 36             |
| США (Billboard Hot Rock & Alternative Songs) | 48             |